# Jordi Pola
Jordi González-Pola González (Barcelona, 12 de abril de 2000) es un futbolista español que juega como defensa en la A. D. Alcorcón de la Primera Federación.

## Trayectoria
Nacido en Barcelona, Jordi se formó en la escuela de fútbol de Mareo, cantera del Real Sporting de Gijón. El 23 de agosto de 2019, tras finalizar su etapa juvenil, salió cedido al Caudal Deportivo de la Tercera División. El siguiente 3 de octubre, tras solo disputar 27 minutos en el Caudal, fue cortada su cesión para salir, también cedido, al Urraca C. F. de la misma categoría. El 25 de agosto de 2020 abandonó el Sporting y firmó por el C. D. Lealtad de la Segunda División B.
El 18 de junio de 2021 volvió al Sporting para jugar en su filial en la nueva Tercera División RFEF. Logró debutar con el primer equipo el siguiente 29 de mayo, haciéndolo además en El Molinón de Gijón, al partir como titular en una derrota por 0-1 frente a la U. D. Las Palmas en Segunda División.
El 24 de julio de 2023, tras haber expirado su contrato con la entidad asturiana, fichó como agente libre por el C. D. Nacional para las siguientes tres temporadas. En la segunda de ellas fue prestado al C. D. Tondela. Esta cesión duró media campaña y en febrero de 2025 regresó a España para jugar en la A. D. Alcorcón.

## Clubes
Actualizado al último partido disputado el 24 de mayo de 2025.
| Club                       | País     | Año       | Partidos | Goles |
| -------------------------- | -------- | --------- | -------- | ----- |
| Real Sporting de Gijón "B" | España   | 2019-2020 | 0        | 0     |
| Caudal Deportivo (cesión)  | España   | 2019      | 1        | 0     |
| Urraca C. F. (cesión)      | España   | 2019-2020 | 22       | 1     |
| C. D. Lealtad              | España   | 2020-2021 | 20       | 1     |
| Real Sporting de Gijón "B" | España   | 2021-2023 | 46       | 2     |
| Real Sporting de Gijón     | España   | 2022-2023 | 11       | 0     |
| C. D. Nacional             | Portugal | 2023-2025 | 24       | 0     |
| C. D. Tondela (cesión)     | Portugal | 2024-2025 | 6        | 0     |
| A. D. Alcorcón             | España   | 2025-     | 16       | 0     |